# Sinningia speciosa
Sinningia speciosa är en tvåhjärtbladig växtart som först beskrevs av Conrad Loddiges och som fick sitt nu gällande namn av William Philip Hiern.
Sinningia speciosa ingår i släktet Sinningia och familjen Gesneriaceae. Inga underarter finns listade i Catalogue of Life.

## Bildgalleri

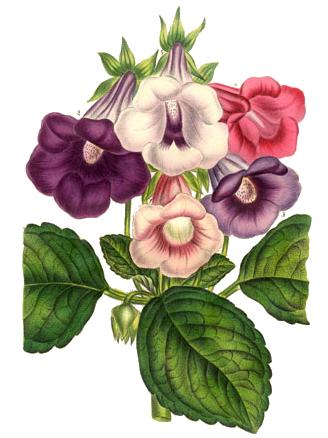
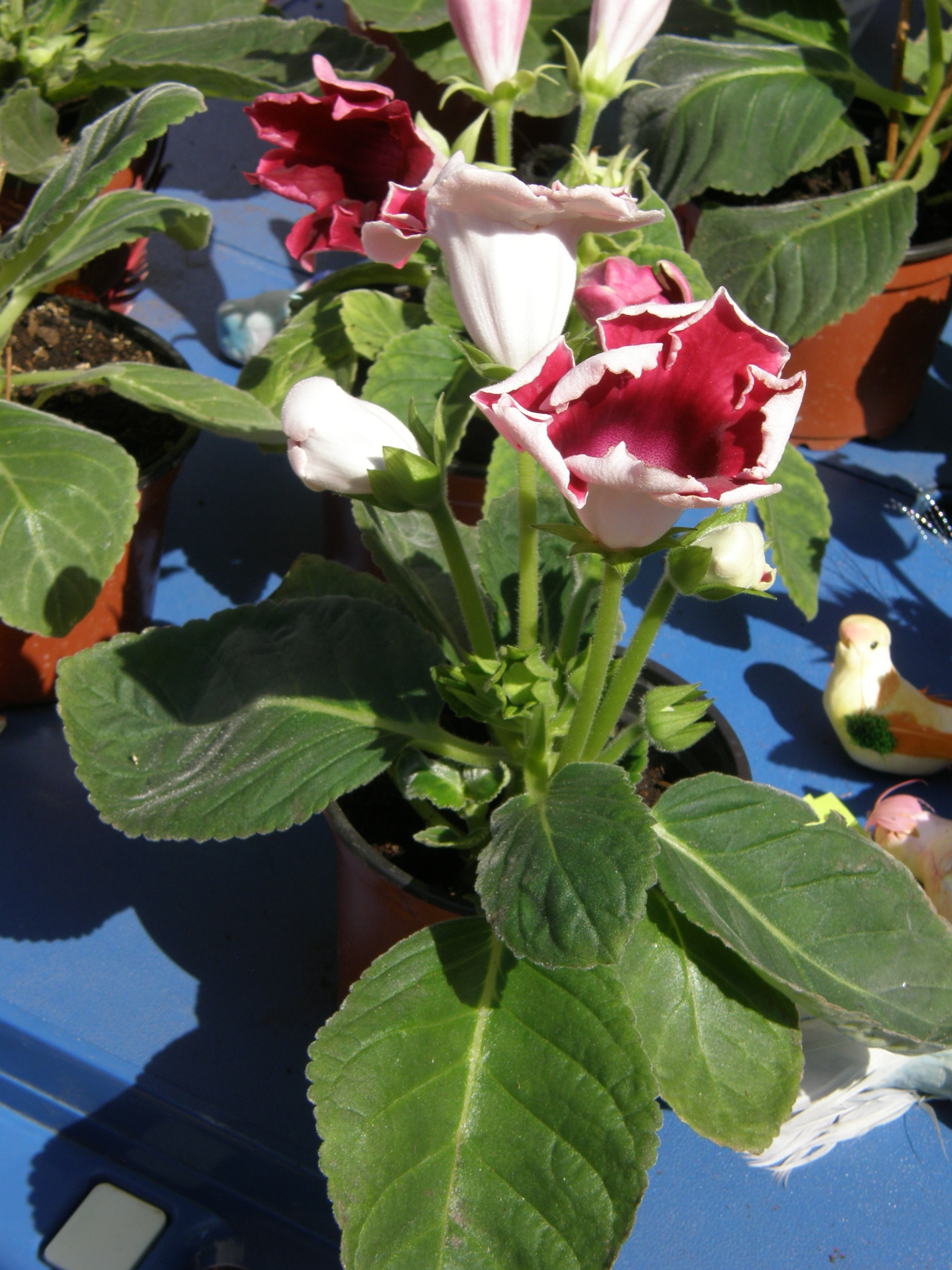
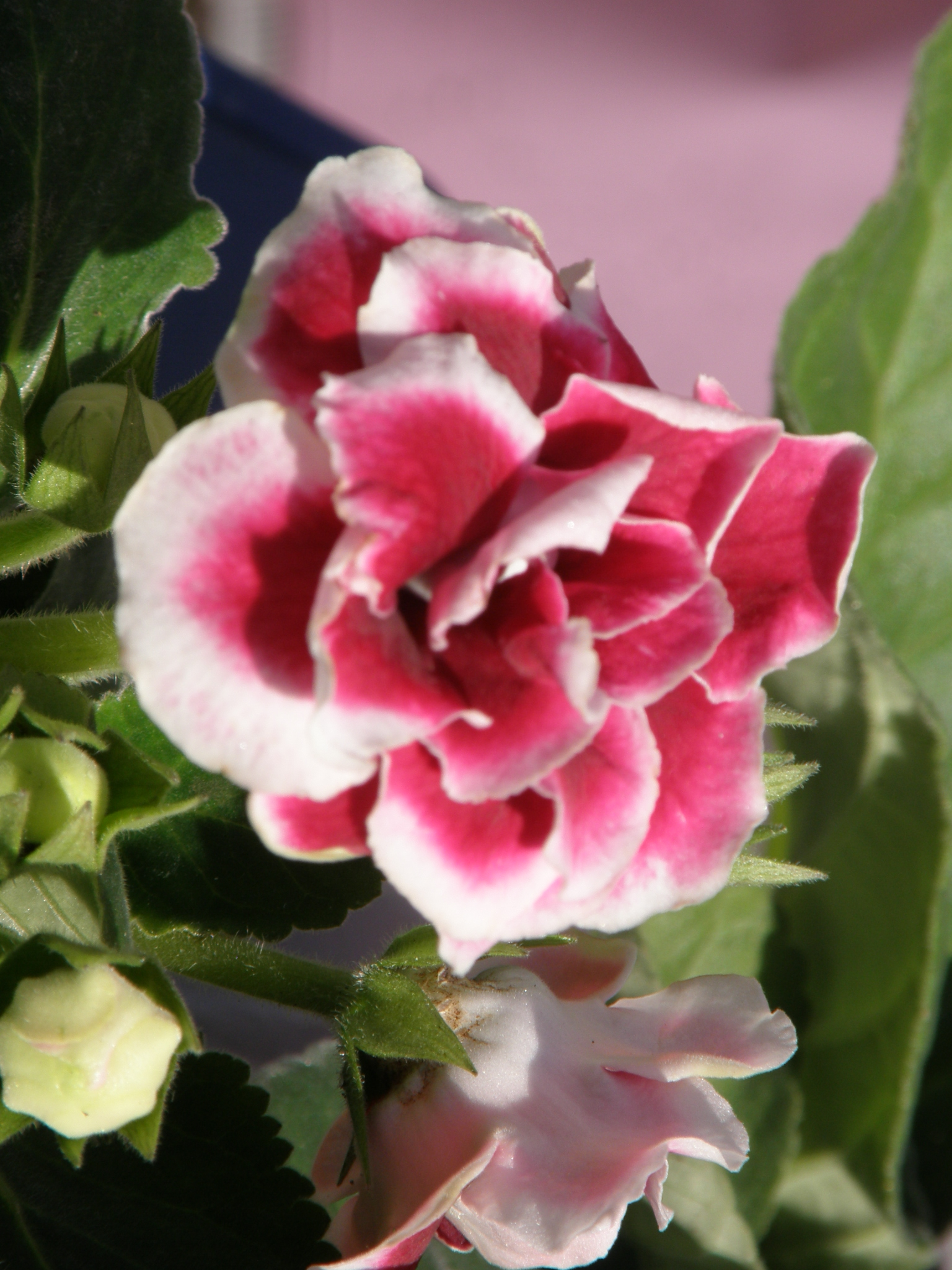
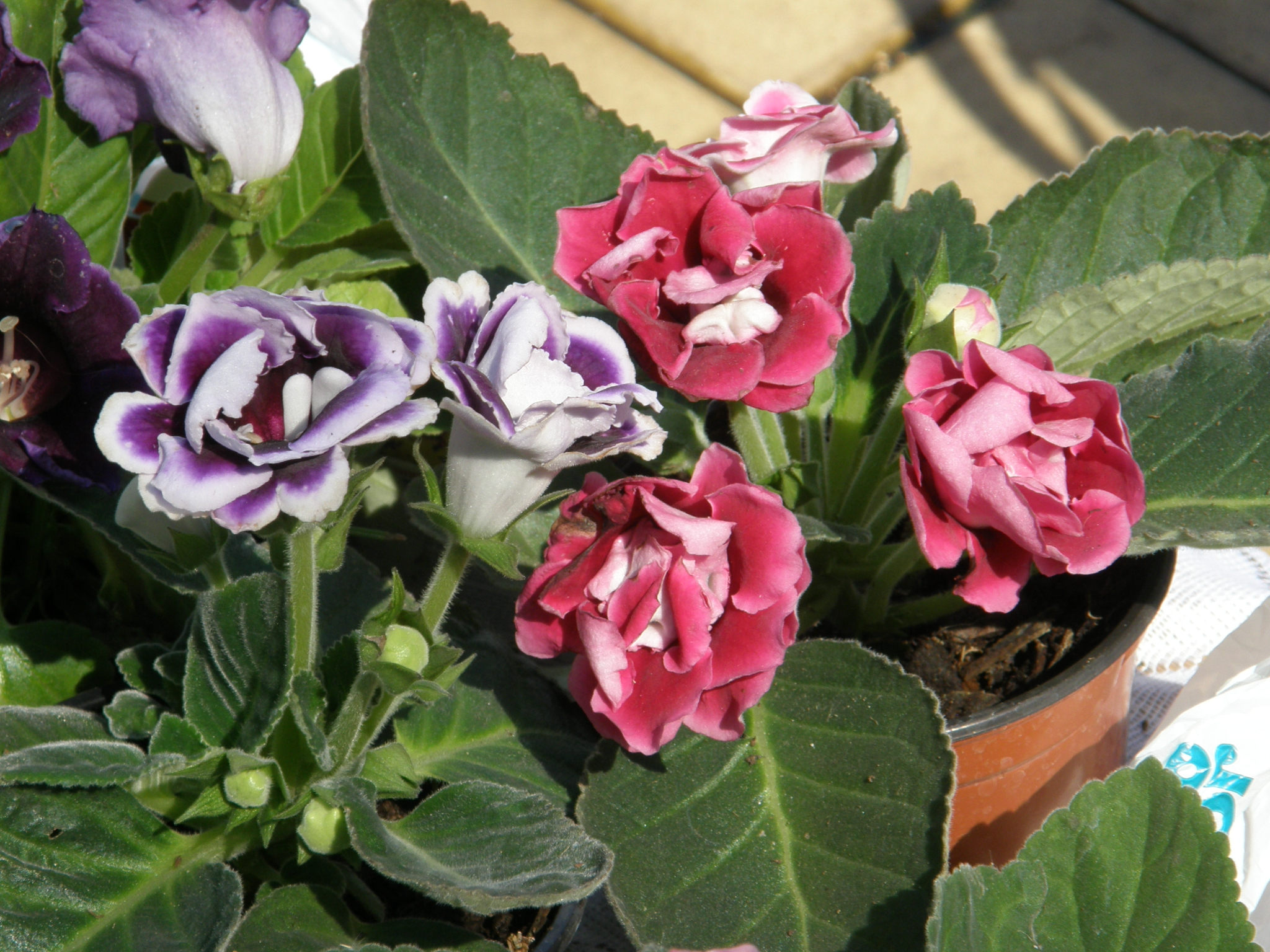